# みぶまさよし
みぶ まさよし（壬生 正吉とも書く。1962年11月12日 -）　日本の小説家。三重県出身。愛知県立大学（異説あり。愛知県立大学を卒業後京都大学に入り直し、そちらを中退とも）中退。
少年マガジンの原作賞を受賞したのち、1989年アルテイシア史伝でデビュー。この作品が小説としては事実上の処女作である。のちに大陸書房の社長となる塚田友宏が、持ち込まれたアルテイシア史伝の初稿を見て「天才」と評したのは有名な逸話。激烈な戦闘シーンと過剰なまでの流血表現を特徴とするその作風は、当時のライトノベル系ファンタジー作品群の中にあって異色の存在だった。
中学、高校時代は、いわゆる「札付き」の不良で、居住地域の交番勤務及び少年課の警察官のほとんどに名前を知られていた。傷害での補導歴が7回ある。武術好き、格闘技好きとしても知られ、自身もボクシング、柔術、杖術、槍術において有段あるいは上級者である。それらの経験が作品における戦闘シーンやバイオレンスシーンのリアルすぎる描写に反映されているものと思われる。
本人曰く、司馬遼太郎、柴田錬三郎、陳舜臣に影響を受けるとともに、北方謙三に私淑している。また、畑違いではあるが手塚治虫、宮崎駿を創作者として深く尊敬していることが、発言の随所からうかがいしれる。ただ、その度合いはいささかを常軌を逸しており、友人やまわりの者には、これらの人物の名前を、呼び捨てにすることを許さないほどである。
小説家になる以前には、さまざまな職に就いていた。その職歴のなかで得た料理、ギターの腕前は玄人はだし。アパレルの経営者だったこともあり、服飾、ことに婦人服に精通している。また、鍵師としては開業できるほどの技術をもっている。